# Childrens Hospital
A Childrens Hospital 2008 és 2016 között sugárzott amerikai szatirikus sorozat. A sorozat alkotója Rob Corddry, a történet pedig a Childrens Hospital nevű gyerekkórház mindennapjaiba enged bepillantást. Coddry mellett a főszereplők közt található Malin Åkerman, Lake Bell, Erinn Hayes és Rob Huebel.
A sorozat eredetileg websorozatként indult a The WB internetes felületén 2008. december 8-án, majd az Adult Swim rendelte be belőle a televíziós sorozatot, ami 2010. július 11. és 2016. április 15. között futott. Magyarországon egyelőre nem került bemutatásra.

## Cselekménye
A műsor az Arthur Childrens által a '70-es években alapított gyerekkórház, a Childrens Hospital orvosainak életét mutatja be. A műsor egyik főszereplője Dr. Blake Downs, aki afféle bohócdoktorként is funkcionál, a nevettetéssel gyógyítva a gyerekeket. A sorozatot általában az egyik orvos narrálja is, az első évadban Dr. Catholomule "Cat" Black, a második évadtól pedig Dr. Valerie Flame és Dr. Lola Adolf Spratt.
A sorozat több népszerű orvosos-kórházas drámasorozatot és filmet kiparodizál, többek közt a Patch Adamset és a Dokikat.

## Szereplők
| Szereplő                    | Színész        |
| --------------------------- | -------------- |
| Dr. Blake Downs             | Rob Corddry    |
| Dr. Catholomule "Cat" Black | Lake Bell      |
| Dr. Glenn Richie            | Ken Marino     |
| Dr. Owen Maestro            | Rob Huebel     |
| főnök                       | Megan Mullally |
| Dr. Lola Adolf Spratt       | Erinn Hayes    |
| Dr. Valerie Flame           | Malin Åkerman  |
| Sy Mittleman                | Henry Winkler  |
| Dori nővér                  | Zandy Hartig   |
| Chet Mandvanteussen         | Brian Huskey   |

## Epizódok
| Évad | Évad        | Epizód | Eredeti sugárzás    | Eredeti sugárzás    | Eredeti sugárzás |
| Évad | Évad        | Epizód | Évadpremier         | Évadfinálé          | Eredeti adó      |
| ---- | ----------- | ------ | ------------------- | ------------------- | ---------------- |
|      | Webepizódok | 10     | 2008. december 8.   | 2008. december 8.   | TheWB.com        |
|      | 1           | 5      | 2010. augusztus 11. | 2010. augusztus 8.  | Adult Swim       |
|      | 2           | 12     | 2010. augusztus 22. | 2010. november 7.   |                  |
|      | 3           | 14     | 2011. június 2.     | 2011. szeptember 1. |                  |
|      | 4           | 14     | 2012. augusztus 10. | 2012. november 16.  |                  |
|      | 5           | 14     | 2013. július 26.    | 2013. október 25.   |                  |
|      | 6           | 14     | 2015. március 21.   | 2015. június 20.    |                  |
|      | 7           | 13     | 2016. január 22.    | 2016. április 15.   |                  |